# Nieuwe Delft (gracht)
De Nieuwe Delft is een gracht in de stad Delft, in de Nederlandse provincie Zuid-Holland. De gracht loopt parallel aan de Oude Delft en staat beter bekend onder de straatnamen langs de gracht (achtereenvolgens van noord naar zuid) Voorstraat, Hippolytusbuurt, Wijnhaven, Koornmarkt en de Korte/Lange Geer. De gracht werd gegraven aan het einde van de 12e eeuw circa 100 meter ten oosten van de Oude Delft. In het noorden staan de Oude en Nieuwe Delft met elkaar in verbinding door de noordelijke Kolk. Ten zuiden van het voormalige Legermuseum bij de zuidelijke Kolk komen de Oude en Nieuw Delft bij elkaar.

## Bezienswaardigheden
- Museum Paul Tétar van Elven aan de Koornmarkt 67
- Synagoge aan de Koornmarkt
- Voormalig kantongerecht aan de Korte Geer
- Voormalig Legermuseum aan de Korte Geer

## Bruggen
Van noord naar zuid:
- Sint Stevensbrug
- voetgangersbrug Visbrug
- Poelbrug
- Hof van Delftbrug
- Warmoesbrug (verbinding Voldersgracht met erboven het pleintje Cameretten)
- voetgangersbrug Waagsteeg
- Touwbrug
- voetgangersbrug Leeuwebrug
- Sint Jacobsbrug

## Fotogalerij

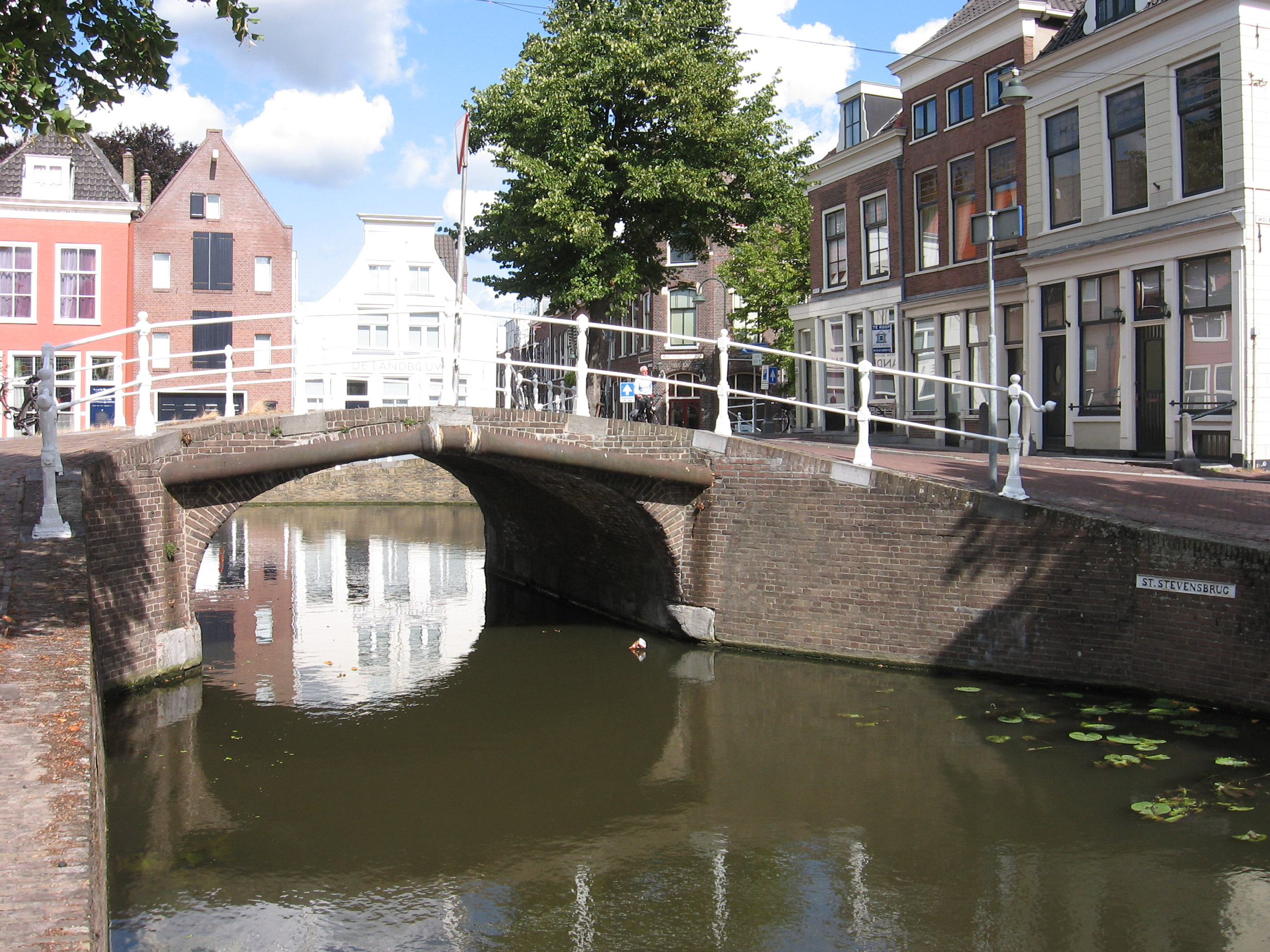
Sint Stevensbrug
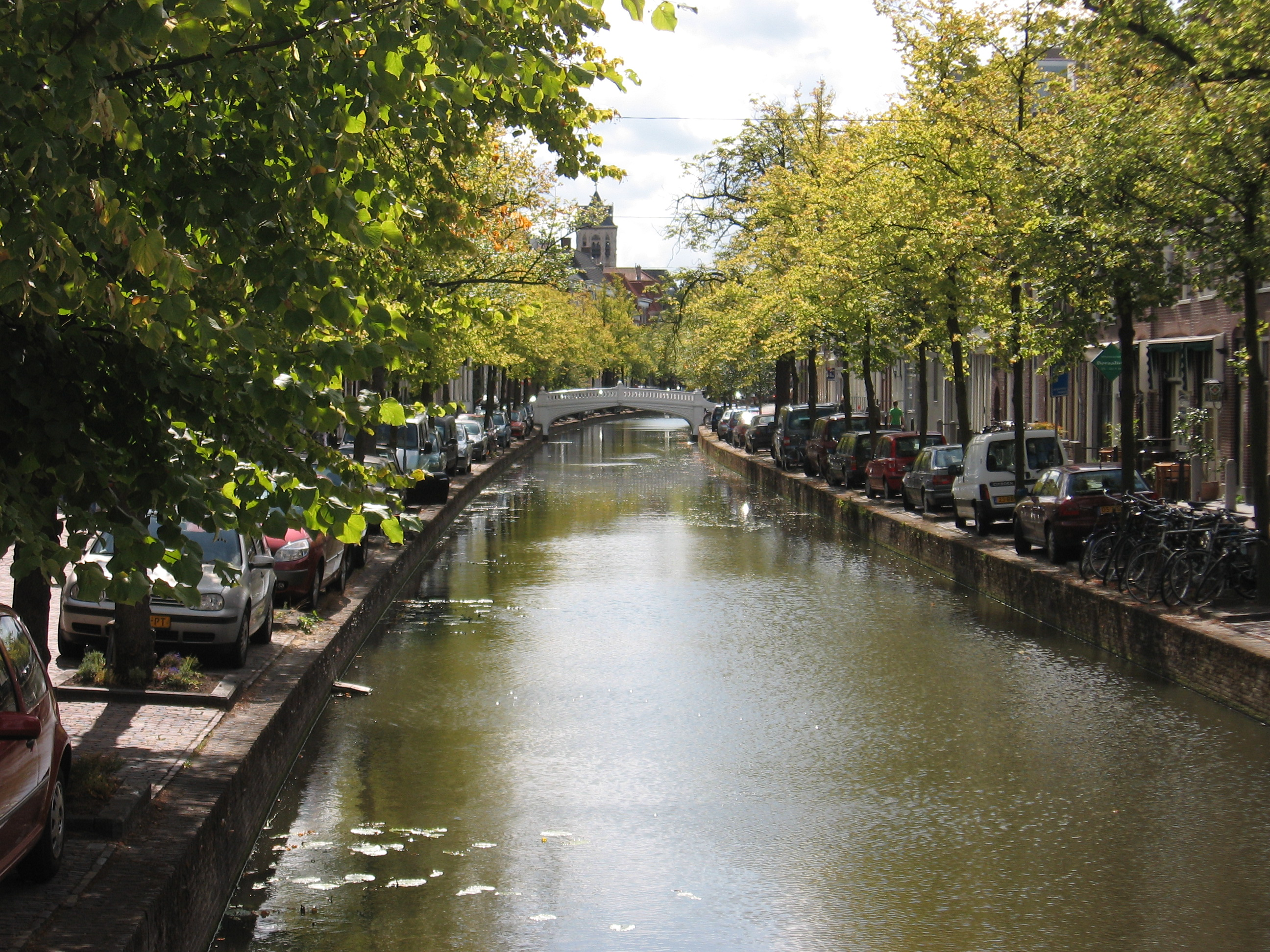
Visbrug
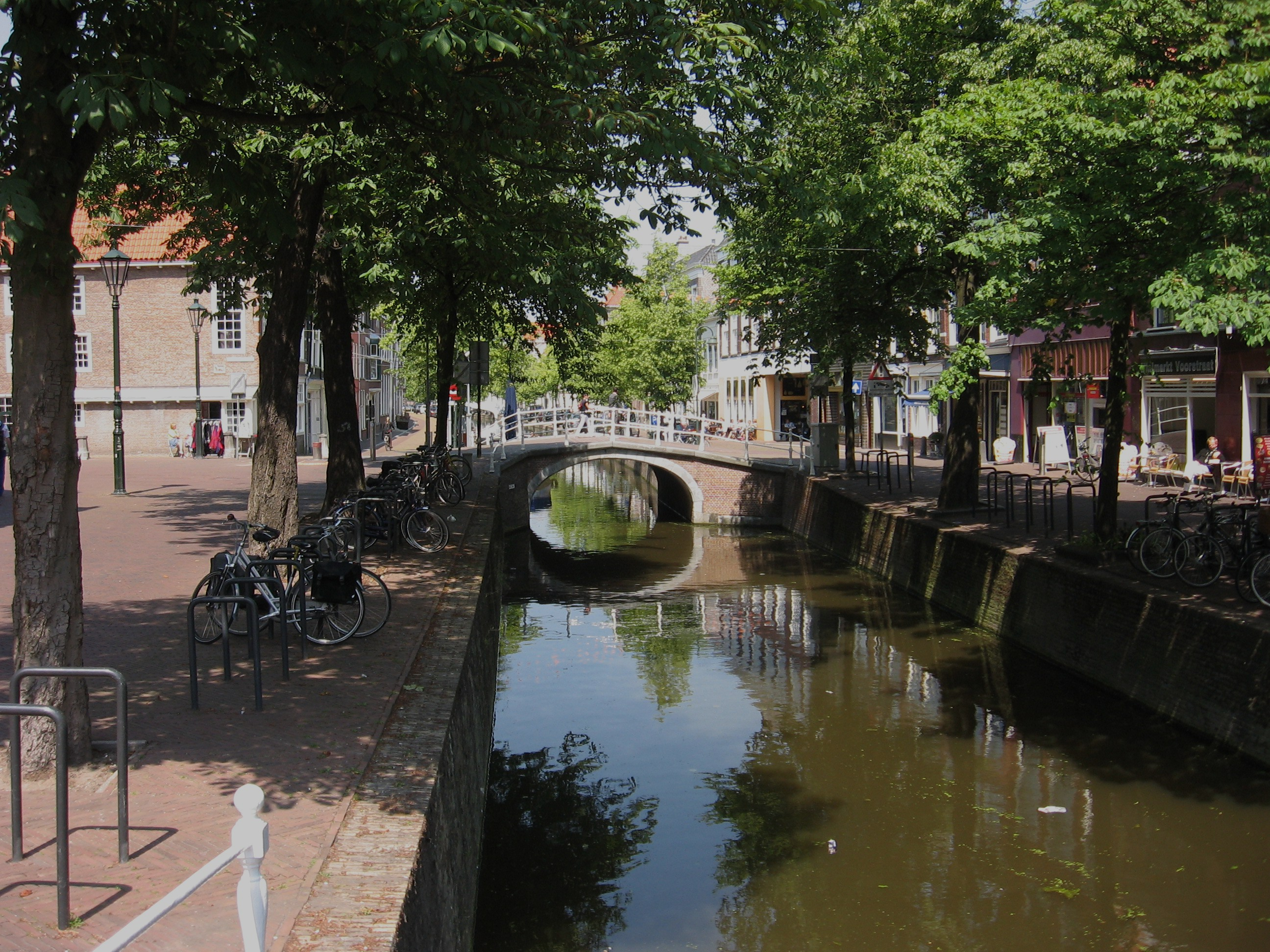
Poelbrug
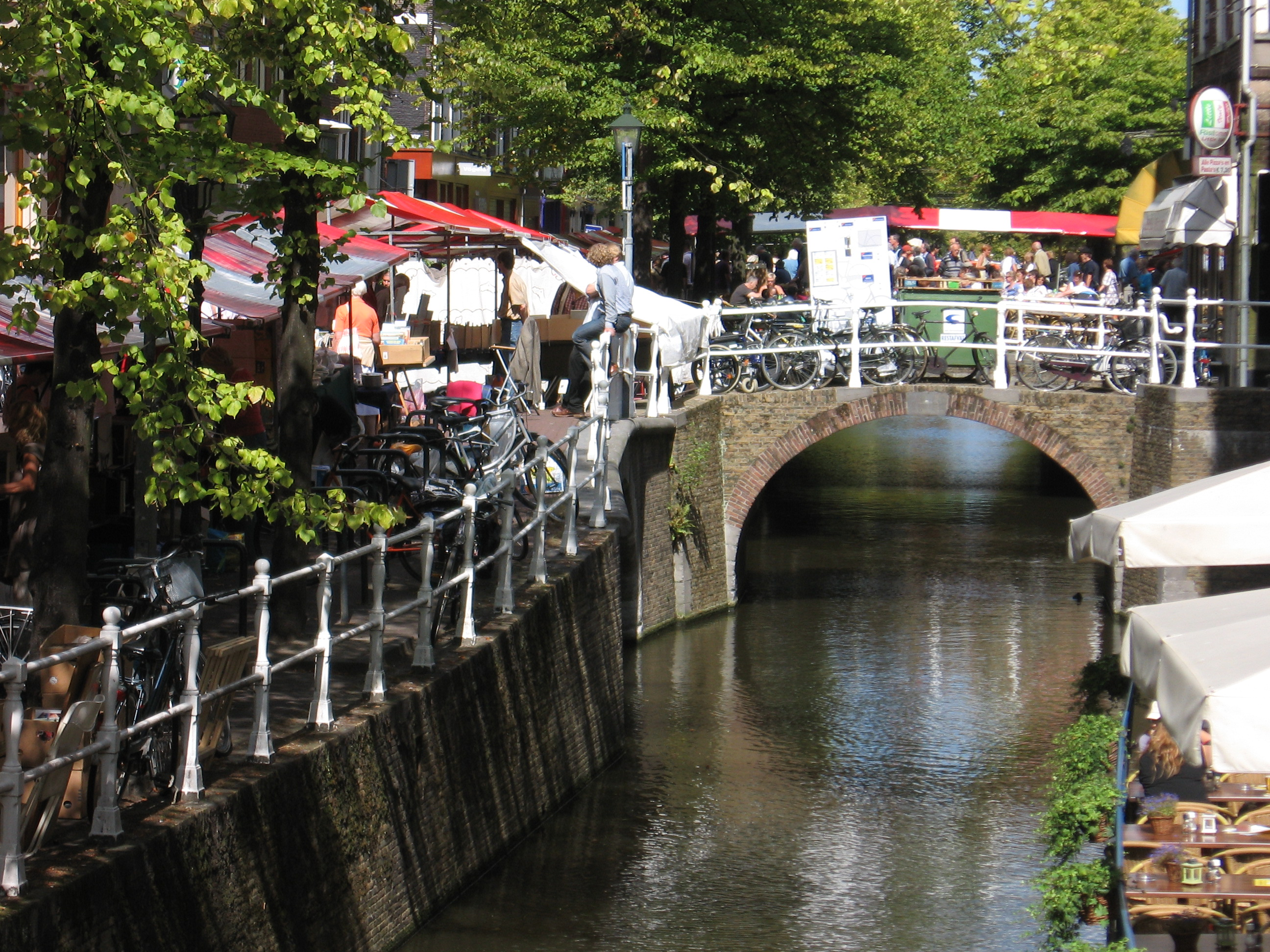
Waagsteeg
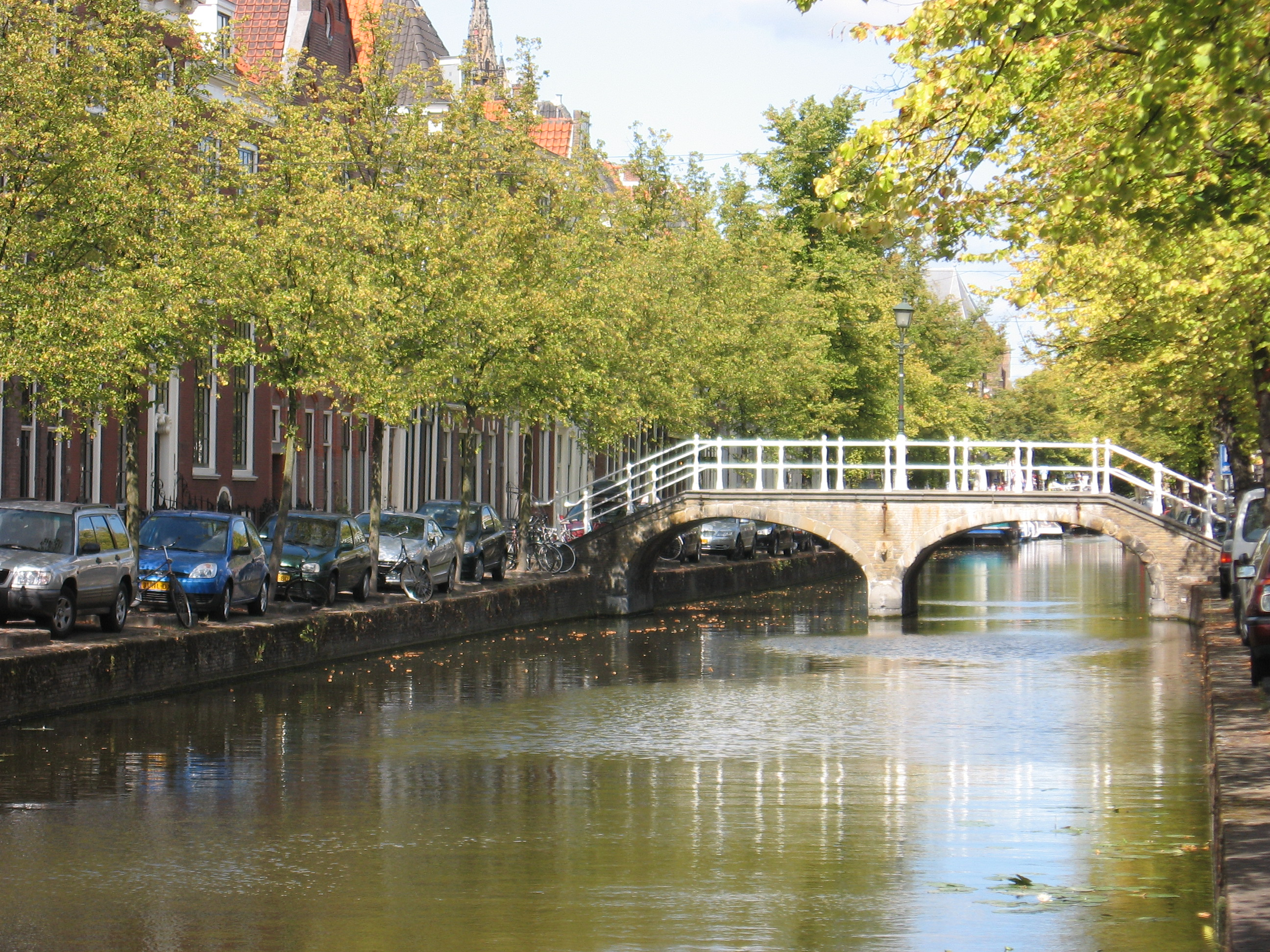
Leeuwebrug
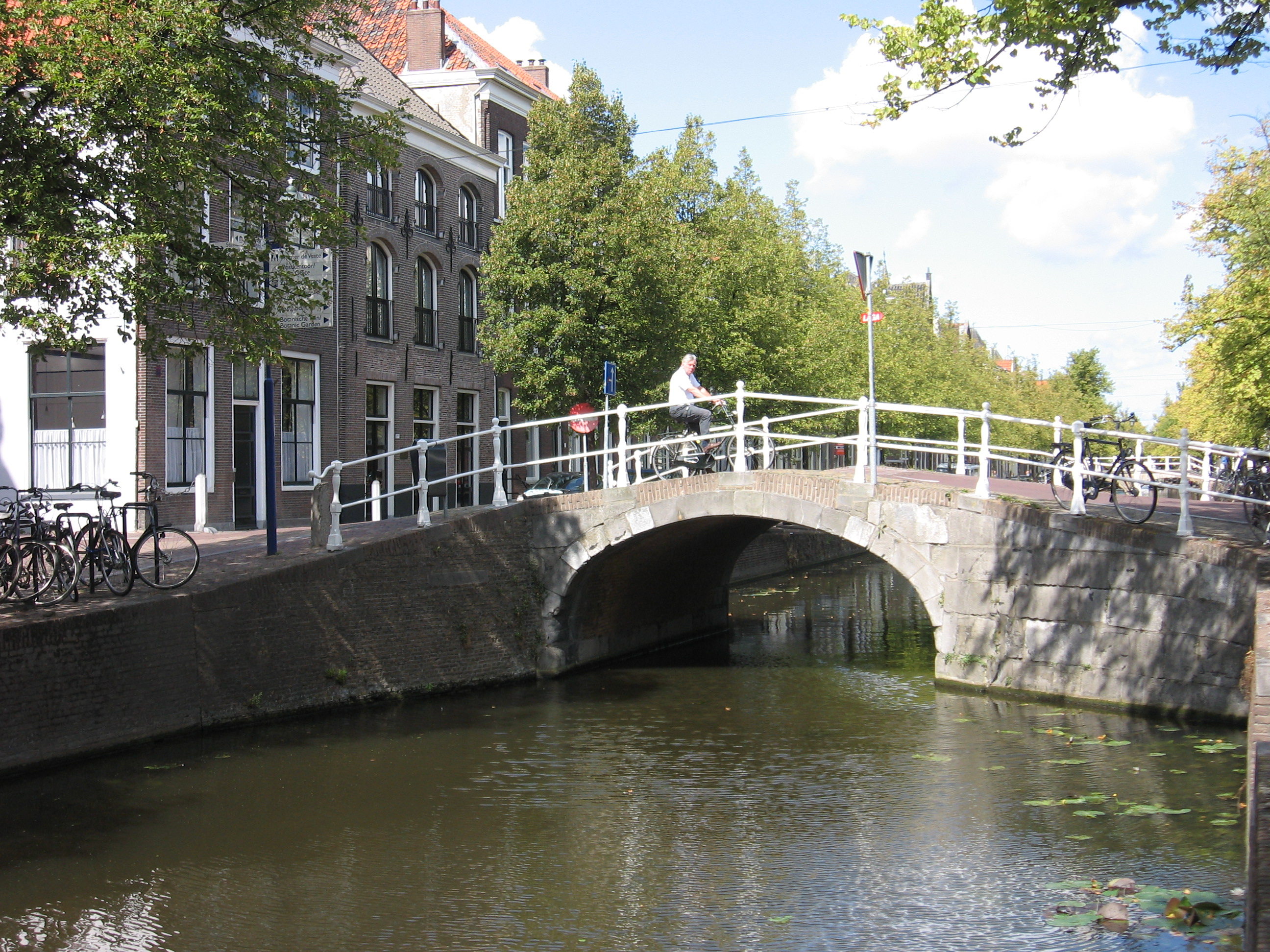
Sint Jacobsbrug

Eerste noord-zuid hoofdgracht: Oude Delft en Noordeinde
Tweede noord-zuid hoofdgracht: Nieuwe Delft (Korte/Lange Geer ·
Koornmarkt ·
Wijnhaven ·
Hippolytusbuurt ·
Voorstraat)
Derde noord-zuid hoofdgracht: Verwersdijk ·
Vrouwjuttenland ·
Burgwal ·
Brabantse Turfmarkt ·
Achterom
     Verlegging: Vrouwenregt · Oosteinde
Oost-west grachten:
Voldersgracht ·
Molslaan ·
Gasthuislaan ·
Zuidergracht
Binnenwatersloot ·
Nieuwe en Oude Langendijk ·
Vlamingstraat ·
Rietveld ·
Kantoorgracht
Buiten het centrum:
Buitenwatersloot ·
Westsingelgracht